# کری گرانت (خواننده)
کری گرانت (به انگلیسی: Carrie Grant) با نام کامل کارولین ونسا گرانت (به انگلیسی: Caroline Vanessa Grant) (زاده ۱۷ اوت ۱۹۶۵) خواننده، مجری تلویزیون انگلیسی است.
او نماینده بریتانیا در مسابقه آواز یوروویژن ۱۹۸۳ بود.